# Shagya

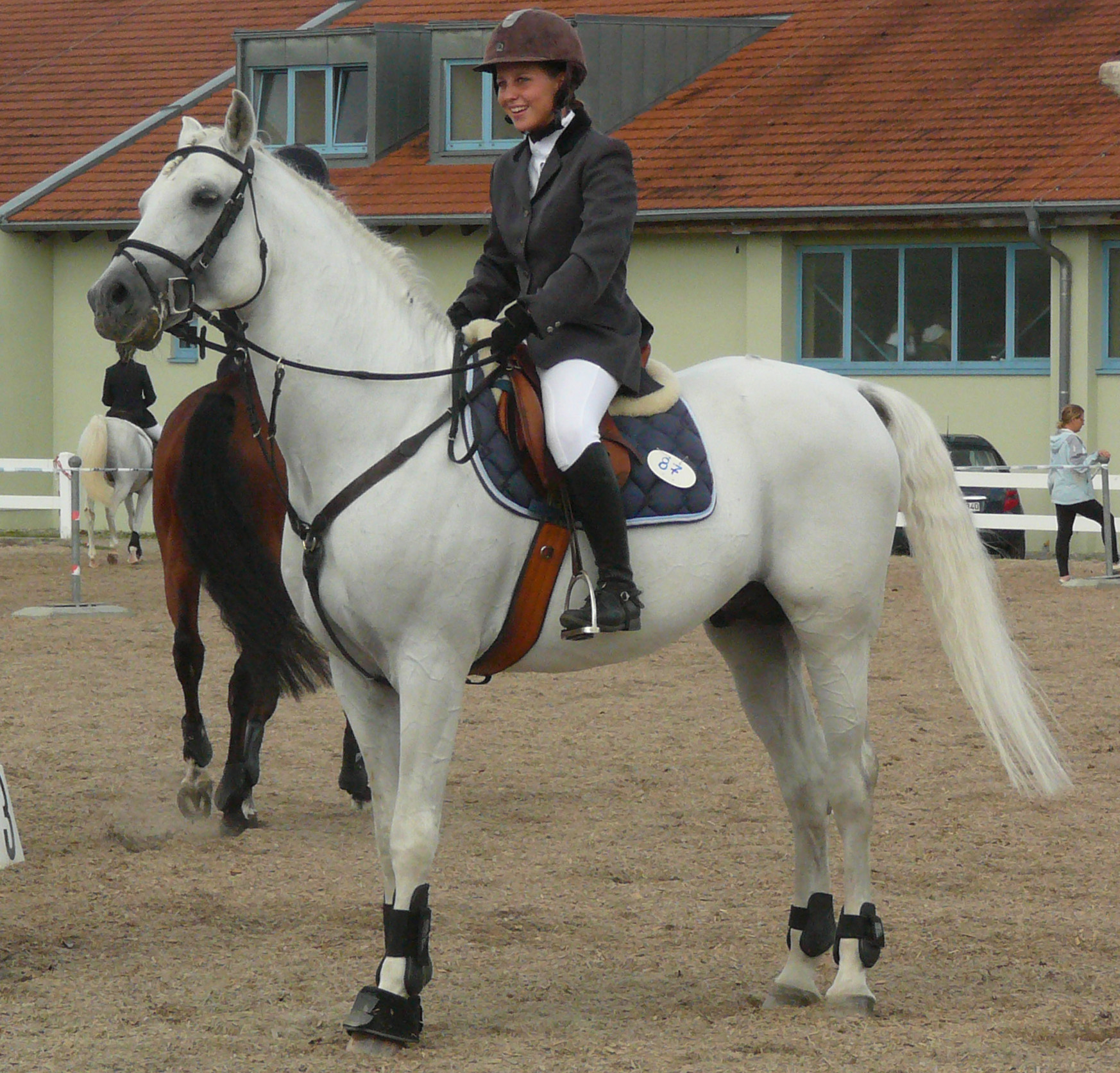
Kůň plemene Shagya

Shagya též Shagya arab je plemeno arabských koní, vzniklé v 19. století v uherské části habsburské monarchie.
Před svým zhroucením na počátku dvacátého století měla Rakousko-uherská říše v Evropě vůdčí postavení v chovu koní. Koncem 19. století dosahoval v ní počet víc než dvou milionů a byly zde některé z největších světových hřebčínů. Nejvýznamnější maďarský hřebčín v Mezohegyesi byl založen v roce 1785 a v r. 1789 vznikl chov v Bábolně. Maďarsko proslulo vynikajícími araby, jejichž chov byl právě v Bábolně.
Po roce 1816 se bálbonský hřebčín specializoval na chov čistého pouštního araba a na polokrevníky, jimž se říkalo čistokrevný arab. Tito neplnokrevní arabští hřebci se křížili s klisnami orientálního původu španělské, maďarské i anglické krve. Takovým způsobem vznikl i kmen Shagya (a také Dahoman, Siglavi a další), který se nyní chová v celé střední a východní Evropě, zejména v Maďarsku. Chov je také na Slovensku v Topoľčiankách, plemenný materiál je většinou z Radovce (Rumunsko). Zakladatelem kmene byl arabský hřebec Shagya, typ Kehil (Siglavi, narozený v Sýrii r. 1830 a dovezený do Bábolny r. 1836). Byl to plavý kůň, na araba vysoký, měřil asi 15,25 pěsti (155 cm). Byl otcem mnoha úspěšných hřebců a jeho přímí potomci působí v Bábolně i mnoha dalších hřebčínech v Evropě dodnes. Shagya je ve všech ohledech typický arab, je však kostnatější a mohutnější než moderní egyptský typ. Je všestranný, hodí se pod sedlo i do lehkého zápřahu.